# Nicolae Ciupercă
Nicolae Ciupercă (Râmnicu Sărat, 20 aprile 1882 – Bucarest, 25 maggio 1950) è stato un generale e politico rumeno, veterano della prima guerra mondiale, dove si distinse particolarmente nel corso della campagna di Romania (1916-1917). Tra le due guerre mondiali fu Ministro della Difesa del governo presieduto da Miron Cristea (13 ottobre 1938-1 febbraio 1939), e fu comandante della  2ª Armata 12-22 settembre 1939. Dopo l'entrata in guerra del Regno di Romania si distinse nelle fasi iniziali dell'operazione Barbarossa alla testa della 4ª Armata, ma entrato in contrasto con i vertici militari, fu rimosso dal comando il 13 ottobre 1941. Fu decorato con l'Ordine di Michele il Coraggioso di terza classe, e con la Gran Croce con spade dell'Ordine della Corona di Romania, e con la Croce di Commendatore dell'Ordine della Stella di Romania.

## Biografia
Nacque a Râmnicu Sărat il 20 aprile 1882, e  frequentò le scuole primarie e secondarie nella sua città natale. Arruolatosi nell'esercito rumeno frequentò la Scuola superiore militare di Iași e poi la Scuola ufficiale di fanteria e cavalleria di Bucarest tra il 1900 e il 1902 uscendone il grado di sottotenente; promosso tenente nel 1907 e capitano nel 1911, nello stesso anno fu ammesso nell'Accademia militare che concluse nel 1913. 
Dopo l'entrata in guerra del Regno di Romania, avvenuta nel 1916, si distinse sul fronte rumeno, venendo promosso al grado di maggiore nel 1916. Come Capo dell'ufficio operazioni della 2ª Armata, al comando del generale Alexandru Averescu, contribuì alla preparazione e all'esecuzione delle operazioni offensive nel luglio 1917. Promosso tenente colonnello il 1 settembre 1917, dopo la fine della guerra la sua carriera proseguì brillantemente, colonnello il 1 aprile 1920, e generale di brigata il 1 ottobre 1930, quando assunse il comando della 3ª Brigata fanteria. Nel 1936 assunse il comando della 9ª Divisione fanteria, e promosso generale di divisione il 16 ottobre 1937, 1 novembre assunse il comando del III Corpo d'armata.
Tra il 13 ottobre 1938 e il 1 febbraio 1939 ricoprì l'incarico di Ministro della Difesa nel governo di Miron Cristea, e poi fu Ispettore generale dell'esercito. Il 12 settembre 1939 assunse il comando della 2ª Armata, che lasciò il 22 dello stesso mese. Nominato comandante della  4ª Armata il 3 giugno 1940,  quattro giorni dopo fu elevato al rango di generale di corpo d'armata. Nel corso dell'occupazione sovietica della Bessarabia e della Bucovina settentrionale (28 giugno - 4 luglio 1940) cercò il più possibile di evitare scontri tra le sue truppe e quelle sovietiche durante le fasi della ritirata, perché, nonostante la sua ostilità nei confronti del governo di Mosca, non riteneva possibile vincere una guerra contro l'URSS senza l'appoggio della Germania nazista.
L'avvio dell'operazione Barbarossa il 22 giugno 1941 da parte della Germania segnò anche l'entrata in guerra della Romania a fianco dell'Asse, per riconquistare i territori perduti durante gli eventi del giugno-luglio 1940, e l'apertura di un secondo fronte in Bessarabia. Il 2 luglio 1941 le forze tedesco-romene lanciarono l'offensiva nella regione (operazione München), e la 4ª Armata (forte del 3º, 5º e 11º Corpo d'armata) iniziò le operazioni nel settore meridionale del fronte: il 5º Corpo fu immobilizzato da una coriacea difesa sovietica nei pressi di Țiganca mentre il 3º Corpo riuscì ad attraversare il fiume Prut, ma anch'esso dovette affrontare una forte resistenza. La situazione divenne molto critica a causa dei contrattacchi sovietici ma grazie al supporto aereo la 4ª Armata mantenne le posizioni conquistate; egli abbandonò la tattica dell'assalto frontale in favore di una manovra contro il fianco settentrionale del nemico, riuscendo finalmente a superare la situazione di stallo iniziale: per il 26 luglio le forze sovietiche erano state respinte dietro il fiume Dnestr.
Il 3 agosto le truppe rumene ristabilirono i confini pre-1940 e puntarono verso Odessa; cinque giorni dopo arrivò dallo Stato maggiore di Bucarest l'ordine di prendere la città in fretta, in virtù di un supposto stato di sbandamento dei reparti sovietici. Questa idea si rivelò sbagliata ed egli riferì che l'Armata Rossa era determinatissima a tenere la località ucraina, ma il suo monito non venne tenuto in considerazione e l'offensiva gli fu imposta.  Partita il 18 agosto, la battaglia di Odessa fu lenta e sanguinosa per le forze romene, costrette a una dura lotta casa per casa con i determinati reparti sovietici; mentre il maresciallo Ion Antonescu, spalleggiato dai vertici dell'esercito, prediligeva un assalto generale da più direzioni. Egli propose ai vertici militari una concentrazione di forze su un fronte ristretto nel settore Dalnik-Tatarka: questo conflitto di opinioni alla fine portò alla sua rimozione dal comando della 4ª Armata il 13 ottobre, e alla sua collocazione a riposo. Odessa capitolò solo il 16 ottobre dopo la ritirata finale delle forze sovietiche.
Nonostante la sua promozione a generale d'armata a titolo onorifico, rimase in disparte per tutto il resto della seconda guerra mondiale. Terminato il conflitto, si attestò su posizioni anticomuniste unendosi all'organizzazione Graiul Sangelui e venne per questo arrestato dalle nuove autorità insediatesi in Romania il 12 settembre 1948 e rinchiuso nel carcere di Jilava. Affetto dalla malattia di Parkinson, morì il 25 maggio 1950 nell'ospedale del penitenziario Văcărești di Bucarest.

## Onorificenze

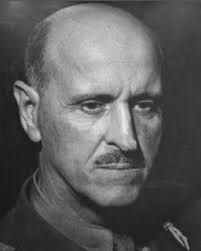
Il generale d'armata Nicolae Ciupercă.

### Fonti
1. 1 2 3 4  Generals.
2. 1 2 3 4 5 6 7 8 9 10 11 12  World War 2.
3. 1 2  Trigg 2013, p. 90.
4. ↑  Decretul Regal nr. 1.928 din 7 iunie 1940 pentru înălțarea în grad a unor ofițeri generali, publicat în Monitorul Oficial, anul CVIII, nr. 131 din 8 iunie 1940, partea I-a, p. 2.829.
5. ↑  Decretul Conducătorului Statului nr. 2.864 din 13 octombrie 1941 referitor la o demisiune din cadrele active ale armatei, publicat în Monitorul Oficial, anul CIX, nr. 244 din 14 octombrie 1941, partea I-a, p. 6.287.
6. ↑  Decretul Regal nr. 2.888 din 17 octombrie 1941 pentru conferiri de ordine, publicat în Monitorul Oficial, anul CIX, nr. 248 din 18 octombrie 1941, partea I-a, p. 6.397. .
7. ↑  Decretul Regal nr. 1.906 din 8 iunie 1940 pentru numiri de membri ai ordinului „Coroana României”, publicat în Monitorul Oficial, anul CVIII, nr. 131 din 8 iunie 1940, partea I-a, p. 2.789.